# Rapp (hästfärg)

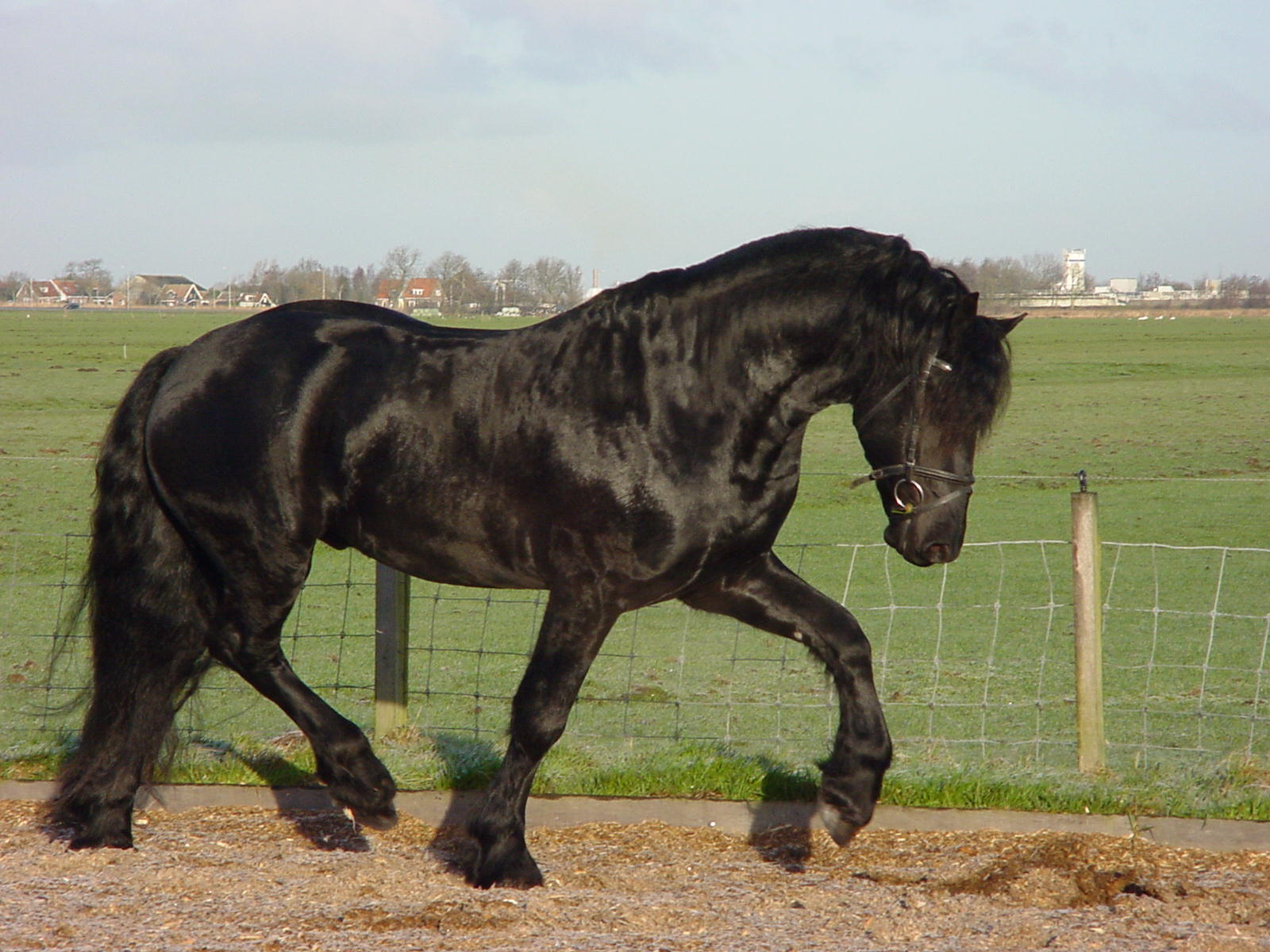
svart frieser

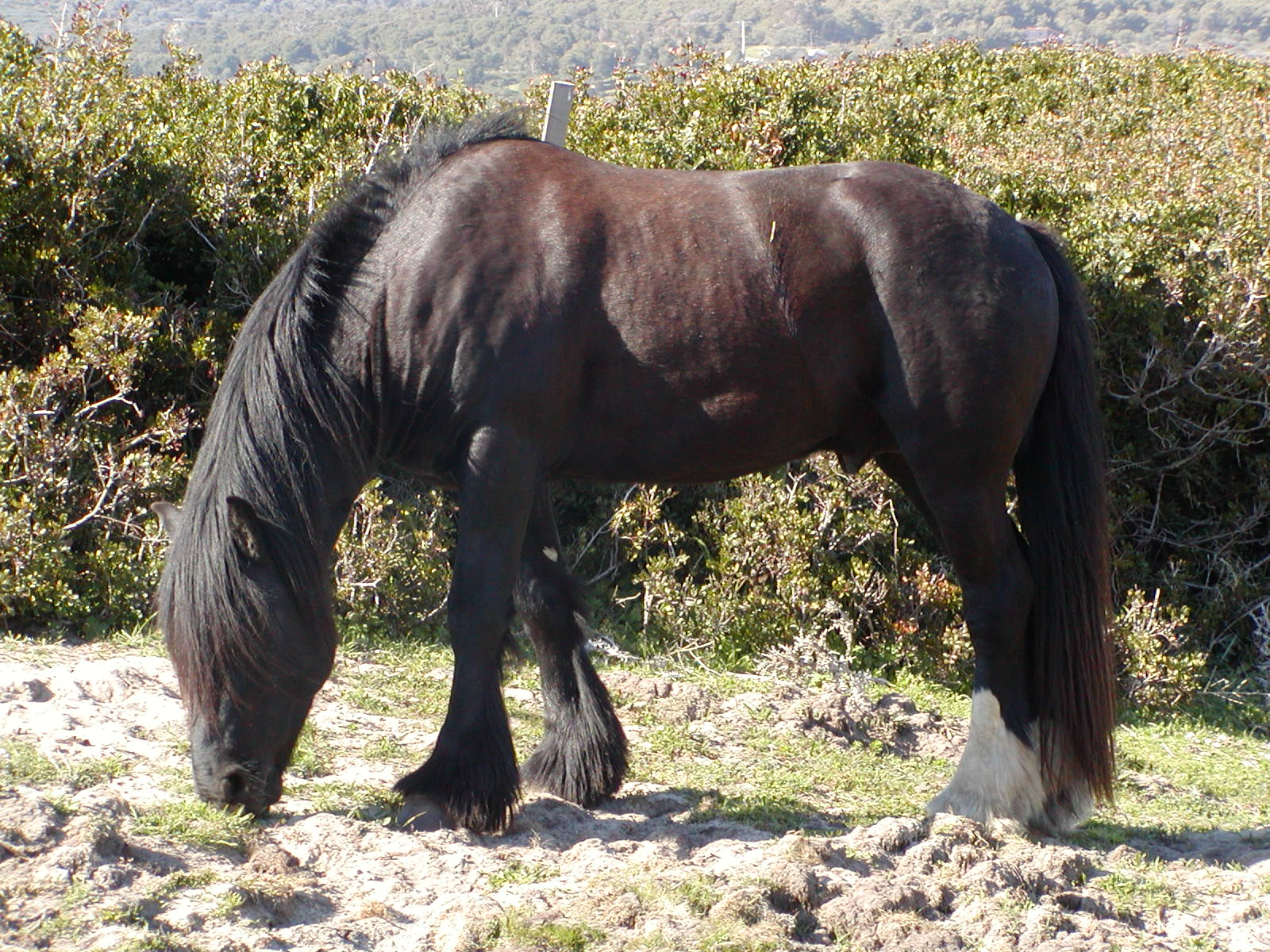
"Sommarblek" svart

Rapp eller numera svart är en hästfärg där hästen har svarta täckhår och skyddshår och mörkt skinn, hovar och ögon. Svart finns i de flesta raser, och det finns en del raser där nästan alla individer är svarta, varav den mest kända är Frieserhästen.
En svart häst ska inte ha några bruna/röda hår någonstans på kroppen, vilket kan vara ganska svårt att avgöra eftersom de svarta håren på vissa hästar kan blekas till brunt. Det finns två versioner av svart, en som bleks i solen, och en som inte gör det.
Svart kan lätt förväxlas med mörkbrun, svartbrun och svettfux.
Som föl är svarta hästar ofta gråaktiga i färgen, om fölet är mycket mörkt är det förmodligen mörkbrunt eller skimmel.
Rapp är ett gammalt namn för svart grundfärg som inte bleks om sommaren, men det är ytterst få hästar som har ljusbeständig färg.

## Genetik
Svart orsakas av minst en kopia dominant extension (E) (från en: extension - förlängning, utvidgning) och två kopior av recessiv agouti (a). Svart är tillsammans med fux och brun en av de tre grundfärgerna, alla andra färger hästar har baseras på dessa grundfärger.
Dominant extension kodar för både rött och svart pigment, hästar som bär på två kopior av (E) bör därmed inte kallas för homozygot svart. Svarta hästars genkod kan antingen vara EEaa eller Eeaa, det finns ingen nyanskillnad beroende på om hästen är homozygot eller heterozygot för dominant extension. 
Om en svart häst korsas med en brun häst kan fölet bli någon av alla tre grundfärger baserat på föräldrarnas genetik. EEaa korsat med EEAa ger 50 % chans för ett svart föl och 50 % chans för ett brunt föl. EEaa korsat med EEAA garanterar ett brunt föl, med genkoden EEAa - där en svarta föräldern lämnar sitt enda (a) och den bruna föräldern har lämnat sitt (A). Om två svarta hästar som båda är Eeaa, och därmed bär på ett rött anlag, paras är det 50 % chans att fölet som föds är fux och 50 % chans för svart. 
Nd1, non-dun-1, är en mutation på blackgenen och orsakar asymmetrisk distribuering av pigment utmed pälsstrået. Genen kan ge upphov till vissa primitiva tecken som ål och zebraränder, samt ökar benägenheten att svarta hästar bleks i solen. Två kopior av nd1 tenderar att ge mer dramatisk effekt än en kopia, anlaget skrivs alltid med gemener för att demonstrera recessivitet mot black (D).
Dubbla gulanlag på svart grundfärg ger rökvit häst, silveranlag på svart grundfärg ger silversvart, champagneanlag på svart grundfärg heter Classic Champagne, blackanlag på svart kallas för musblack. 